# Mega Man X (jogo eletrônico)
Mega Man X, conhecido no Japão como Rockman X (ロックマンX, Rokkuman Ekkusu), é um jogo de plataforma com elementos de ação lançado pela Capcom em 1993 para o Super Nintendo (SNES), é o primeiro jogo de Mega Man em um console de 16-bits. O primeiro jogo da série Mega Man X, sendo a primeira subsérie da série Mega Man, que havia surgido no antecessor do SNES, o Nintendo Entertainment System (NES). Mega Man X foi lançado no Japão em 17 de dezembro de 1993, e no ano seguinte, na América do Norte e na Europa.
O jogo segue o protagonista Mega Man X, um membro androide de uma força-tarefa militar chamada de "Maverick Hunters". Com a ajuda de seu parceiro Zero, X deve frustrar os planos de Sigma, um líder maverick poderoso que deseja trazer a extinção humana. Mega Man X foi recebido com críticas positivas para a sua jogabilidade, som e gráficos, se tornando um sucesso comercial no console SNES. O jogo recebeu conversão para MS-DOS em 1995, e um remake para PSP em 2005, intitulado Mega Man Maverick Hunter X. Também fora relançado na compilação Mega Man X Collection (2006), para PlayStation 2 e Nintendo GameCube, além de ter sido disponibilizado para download no Virtual Console do Wii em 2011, do Wii U em 2013 e do New 3DS em 2016. Há ainda versões para telefones celulares e para os sistemas operacionais Android e iOS.

## Jogabilidade
Apesar da storyline e dos personagens diferentes, o modo de jogo é bem similar à série original de Mega Man, com diversas exceções - mais notavelmente: X pode escalar paredes e deslizar para baixo, e cápsulas de upgrades de armaduras podem ser encontradas em várias fases que exibem uma mensagem holográfica do Dr. Light quando X se aproxima. Do segundo jogo em diante, Zero é armado com o Z-Saber (uma espécie de sabre de luz, similar ao da série Star Wars) além do mais que tradicional canhão de plasma. Os Mavericks substituem os Robôs Mestres e Sigma substitui o Dr. Wily.
O jogador assume o controle do protagonista X, e depois de completar uma fase introdutória, é apresentado uma tela de seleção de fases que retrata oito personagens chefes. Cada etapa está repleta de vários inimigos e perigos, e termina com uma batalha contra um chefe de seu respectivo maverick. Completando uma fase o jogador é recompensado com uma nova arma. O jogador pode tentar passar por estes oito níveis em qualquer ordem, usando armas obtidas em uma fase para superar desafios nas outras fases.
O jogador também pode recolher os ocultos "Heart-Tanks" que estendem ao máximo a energia vital de X, e "Sub-Tanks" que podem armazenar energia extra para uso posterior. Completar algumas fases irá afetar sutilmente a paisagem de outras fases. Por exemplo, completar a fase porta-aviões de Storm Eagle irá causar falhas elétricas na fase usina de Spark Mandrill. Quando forem respeitadas determinadas condições, uma cápsula secreta pode ser desbloqueada o que dá a X uma capacidade para realizar o "Hadouken", um ataque usado por personagens da série Street Fighter também da Capcom.

## História
Mega Man X se passa no século XXII em ano indeterminado, cerca de 100 anos após a série Mega Man original. Um arqueólogo humano chamado Dr. Cain descobre ruínas de uma instalação robótica de pesquisa que por uma vez já foi operada pelo lendário designer de robôs-androides Dr. Thomas Light (o criador do Mega Man). Entre as ruínas, Dr. Cain encontra uma grande cápsula que contém um robô altamente avançado com a inteligência e emoções de nível humana, e até mesmo tomar suas próprias decisões, esse robô era Mega Man X. No entanto, todas essas habilidades poderiam ser perigosas para a humanidade, caso algum "X" se voltasse contra os seus criadores, e por isso, Dr. Light antes de sua morte tinha a intenção de inserir dentro de sua criação a sanidade e boa natureza, e assim o robô ficou inativo durante a execução de um programa de diagnóstico de 100 anos para garantir esses recursos.
Cain passa vários meses estudando o robô, que é chamado de "Mega Man X" (ou simplesmente "X"). e criou uma nova legião de robôs-androides "pensantes" a partir dele, que foram batizados de "Reploids". Porém, com o livre arbítrio dado a um reploid, vem a possibilidade de atividades criminosas; tais reploids desonestos são nomeados como "Mavericks" pelos humanos. O governo cria uma força policial reploid de elite (conhecido como "Maverick Hunters"), liderado pelo mais recente projeto do Dr. Cain, Sigma. Por um tempo Sigma controlou bem a situação, porém mais tarde ele também se tornou um maverick e declarou guerra contra os humanos, agora liderando o exército inimigo. X, acaba possuindo um sentimento de culpa por ter ajudado a projetar todos esses eventos catastróficos, e então junta forças com o único outro Maverick Hunter restante, o seu parceiro Zero, a fim de parar a qualquer custo Sigma.

### Personagens
Megaman X ou simplesmente X: o primeiro dos reploids, que são robôs com capacidade de pensar e agir como bem entenderem. X foi criado por Dr. Light algum tempo antes de sua morte. Já que foi o primeiro reploid, se sente culpado pelo problema com os mavericks, o que torna essa a sua razão de lutar.
Zero: todos pensam que Zero é um reploid, mas ele foi criado por Dr. Wily. Quem inventou os reploids foi Dr. Light. Seu passado é um pouco desconhecido, mas a história se esclarece mais na série Mega Man Zero.
Dr. Cain: é um cientista e arqueólogo que encontrou X enterrado numa cápsula. É ele quem reativa X. Sua função no jogo é apenas guiar X e Zero ao caminho certo na luta contra o mal.
Sigma: é um reploid criado por Dr. Cain para liderar os Maverick Hunters. Porém, na sua luta contra Zero, ele quebrou o cristal de Zero que continha um vírus criado por Dr. Wily para tornar Zero maligno, mas esse vírus acabou sendo transferido para Sigma, o tornando do mal.

## Upgrades
Há cinco cápsulas espalhadas pelas oito primeiras fases do jogo.
Pernas: a cápsula encontrada na fase do Chill Penguin, no meio do caminho. O jogador ganha um dash rasteiro, o Super Salto e a capacidade de quebrar blocos com chutes.
Braços: a cápsula é encontrada na fase do Flame Mammoth. O X-Buster é elevado a força máxima. A vantagem é que você não precisa esperar até a primeira parte do final do jogo.
Peito: a cápsula é encontrada depois que você derrota um subchefe da fase do Sting Chameleon. A resistência a danos aumenta em 50%. E o subchefe lembra o personagem Auto da série clássica.
Capacete: a cápsula é encontrada na fase do Storm Eagle: com ele, você ganha a capacidade de quebrar blocos com cabeçadas.
Canhão de Zero: na primeira fase de Sigma, você pode ganhar o canhão de Zero, mas não em cápsula. Zero dá o seu Z-Buster para X depois que ele vence Vile (o cabeça de ferro) e encontra o seu amigo dando os últimos sinais de vida. O canhão de Zero só é necessário quando você não acha a cápsula com os braços da armadura de X.
Hadouken: o Hadouken é uma habilidade apenas da armadura Light Armor, que permite destruir (praticamente) qualquer inimigo de uma vez. Para consegui-lo é necessário ir para a fase do Armored Armadillo e ir até o final da fase no local acima da porta do chefe e ver uma recarga de energia no chão quatro vezes (está sempre lá). A partir da quinta vez, a próxima vez que for ver esta recarga de energia e tiver ter derrotado os oito chefes, ter pego todos os outros upgrades, os oito Heart-Tanks e ter pego os quatro Sub-Tanks, aparecerá a quinta cápsula, onde Dr. Light vestido de Ryu te dará o Hadouken. Para usar o Hadouken: baixo, lado e o botão de tiro. O Hadouken apenas pode ser usado quando a energia do X estiver cheia.